# Калијум
Калијум (K, лат. kalium) метал је A групе. Елементарни калијум је меки сребрено-сјајни алкални метал који се бурно оксидује у присуству ваздуха и веома је реактиван са водом, дајући довољно топлоте да запали водоник који се ослобађа у тој реакцији. Пошто су калијум и натријум хемијски доста слични, прошло је доста времена пре него што су њихове соли правилно идентификоване. Да се ради о различитим елемената у тим солима је наслућено још од 1702. године, а то је доказано тек 1807. године када су калијум и натријум појединачно изоловани из различитих соли путем електролизе. Калијум се у природи појављује само у јонским солима. Као такав, пронађен је растворен у морској води (где је по тежини заступљен око 0,04%) те као део многих минерала.
Најбитнији минерали калијума су силвин, силвинит, карналит, каинит, лангбеинит и разни алуминосиликати. Важна једињења калијума су калијум оксид, калијум пероксид, калијум супероксид, калијум хидроксид (који је веома јака база), као и многе соли. Скоро све соли калијума добро растворљиве у води. Важно једињење за хемију је такође калијум перманганат. Бројне индустријске хемијске апликације калијума се заснивају на релативно великој растворљивости калијумових једињења у води, попут калијумових сапуна. Калијум као метал се користи само у ретким ситуацијама, а у многим хемијским реакцијама је замењен металним калцијумом.
Катјони K+ припадају V групи катјона. Они пламен боје у розе-љубичасту боју. Катјони калијума су главни катјони унутар ћелије и неопходни су за функционисање ћелијске мембране. Дифузија јона калијума је кључни механизам у преносу импулса кроз нервне ћелије, а недостатак калијума у организмима, нарочито код животиња и људи резултира бројим срчаним проблемима. Калијум у значајним концентрацијама се може наћи унутар биљних ћелија, поготово у воћу. Висока концентрација калијума у биљкама, поготово када се у њима налази релативно мало натријума, резултирало је тиме да је калијум прво изолован из пепела неких биљака, што је касније дало и име елементу у енглеском језику potassium (од potash - пепео настао сагоревањем дрвета). Из истог разлога, производња пољопривредних производа интензивно црпи калијум из земљишта, па се за вештачка гнојива утроши око 95% светске хемијске производње калијума и калијумових једињења.
Стабилни изотопи су 39 и 41.
Важан нестабилни изотоп је 40K, из којег зависно од начина промене настаје 40 или 40.

## Историја
Елементарни калијум и његове соли (као издвојена једињења од осталих соли) нису били познати у доба Римског царства, а латинско име елемента не потиче из класичног латинског него из нео-латинског. Латинско име kalium је изведено из речи алкални, што је даље дошло из арапског al-qalyah (арап. القَلْيَه), пепео биљке. Сличан појам у енглеском језику, alkali има исти корен (калијум у модерном арапском језику се назива butasyum (арап. بوتاسيوم)).
Име за елемент на енглеском језику potassium је изведено из речи поташа, алудирајући на метод на који се поташа прави - растварањем пепела насталог сагоревањем дрва или лишћа те испаравањем насталог раствора. Поташа је углавном мешавина калијумових соли, јер биљке имају врло мало или нимало натријума, док се већи део осталог минералног садржаја биљака односи на калцијумове соли релативно нерастворљиве у води. Иако се поташа користила од античког времена, током већег дела историје није било познато да се ради о материји различитој од натријумових минералних соли. Георг Ернст Штал је током експеримента 1702. године показао да је могуће постојање битних разлика између калијумових и натријумових соли, док је Анри Луј Дијамел ду Монсо те претпостављене разлике и доказао 1736. године. Тачни хемијски састави калијумових и натријумових једињења и статус хемијских елемената калијума и натријума нису били познати све док Антоан Лавоазје није укључио алкали у свој списак хемијских елемената из 1789. године.
Хамфри Дејви је први изоловао метални калијум 1807. године у Енглеској, тако што га је издвојио из калијум хидроксида (KOH, каустичне поташе) путем електролизе растопљене соли помоћу, тада новооткривеног Волтиног стуба. Калијум је први метал који је изолован путем електролизе. Касније, исте године, Дејви је објавио да је издвојио други метал, натријум, из минералног деривата (каустичне соде, NaOH) уместо соли биљака путем сличне технике, доказујући да се ради о другачијем елементу и солима. Иако је производња металног калијума и натријума доказала да су оба елементи, прошло је доста времена пре него што је то постало опште прихваћено у науци.
Дуго времена једина значајнија примена поташе је била у производњи стакла, средства за избељивање и сапуна. Калијумови сапуни из животињских масти и биљних уља су посебно били на цени пошто су се могли у већој мери растварати у води и имали су нежнију текстуру, те су били познати као меки сапуни. Откриће Јустуса Либига 1840. године показало је да је калијум неопходан елемент за биљке и да су бројне врсте земљишта сиромашне њим. То је довело до огромног раста потражње за калијумовим солима. Првобитно као извор калијумових соли кориштених као вештачко гнојиво узимао се пепео дрвета неких врста бора, међутим након што су 1868. године откривени велики депозити минерала који садрже калијум хлорид у близини немачког града Штасфурта, почела је производња калијумових вештачких гнојива у индустријским количинама. Касније су откривени и други депозити поташе, а током 1960-их година Канада је постала најдоминантнији произвођач.

## Реакције
Калијум као елемент Ia групе периодног система је веома реактиван.
Ако стоји неко време на ваздуху, почиње да реагује са кисеоником из ваздуха и ствара калијум-оксид према једначини реакције:
Он може реаговати и са водом, стварајући калијум-хидроксид и водоник, који се због огромне топлоте која се ослободи, пали.
Реагује и са киселинама, при чему замењује водоник, и ствара соли.
 (са неорганском киселином)
 + H2 (са органском киселином)
При другој реакцији настају соли органских киселина. Према IUPAC номенклатури, називи се изводе тако што на првом месту наведемо назив метала (ако је потребно, и валенцу), ставимо цртицу, додамо назив алкана са истим бројем угљеникових атома, и наставак -ОАТ. Горе наведено једињење би се звало калијум-етаноат.
Може реаговати са алкохолима, али само ако је њихова концентрација >98%, јер би у супротном наградио натријум-хидроксид са водом из раствора. Из ове реакције се види да се алкохоли понашају као јако слабе киселине, јер се водоник из -ОН групе алкохола истискује, баш као и код реакције са киселинама. Међутим, алкохоли не учествују у реакцији неутрализације, нити мењају боју лакмус папира.
Назив добијеног једињења се добија на начин описан у претходној реакцији, с тим што се додаје наставак -ОЛАТ. Име овог једињења би било калијум-метанолат. Ипак, чешће се користи назив калијум-метоксид.